# ライヒ裁判所

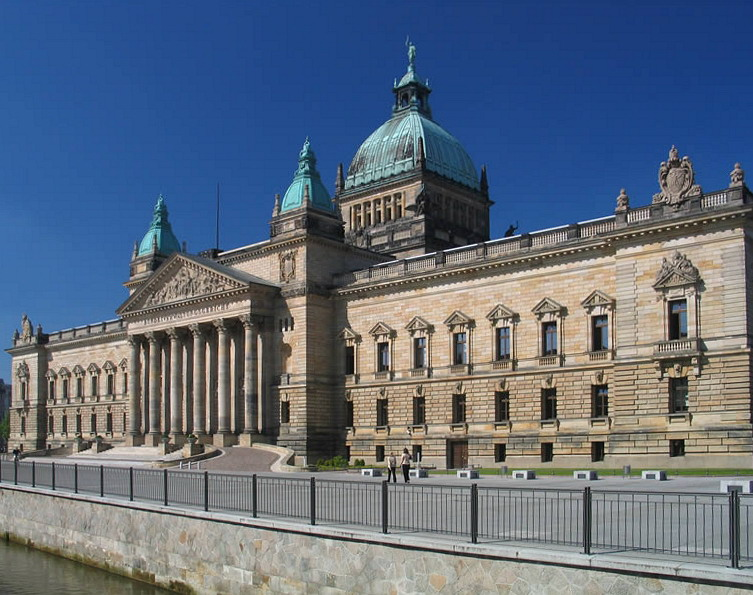
ライプツィヒのライヒ裁判所庁舎

ライヒ裁判所(Reichsgericht) は、1879年から1945年までのドイツ国において民事及び刑事の最上級審を管轄した裁判所。国家司法法（Reichsjustizgesetze）によって創設された。
日本語では、「ライヒ裁判所」以外にも、「ライヒ最高裁判所」、「帝国裁判所」、「帝国最高裁判所」、「ドイツ国最高裁判所」、「国事裁判所」などの訳語がある。

## 歴史
ナチ政権の台頭に伴い、ライヒ裁判所は国家社会主義的な課題の渦中に巻き込まれた。ナチ政権が制定した婚姻法と契約法についてさえ関与したが、これはニュルンベルク法制定までであった。ナチスの政策に対して最高レベルの法的正当性を与えた点について、ライヒ裁判所は批判されている。第二次世界大戦の終結にともないライヒ裁判所は廃止され、米英仏の占領区域においてはドイツ統一経済区高等裁判所（the German High Court for the Unified Economic Region）に改組された。

## 庁舎
ドイツのザクセン州ライプツィヒにあり、建物は、 Ludwig HoffmannとPeter Dybwadによって設計され、1895年に完成した。ルネサンス建築で設計され、2つの広い中庭と中央の丸屋根、エントランスの大きなポルチコが特徴である。豪華な装飾の切妻屋根と彫刻はオットー・レッシング（Otto Lessing）によるものである。ドイツ再統一後、かつてのライヒ裁判所庁舎は改装され、連邦行政裁判所になっている。
座標: 北緯51度19分59秒 東経12度22分11秒 / 北緯51.33306度 東経12.36972度